# Victor Garber
Pour les articles homonymes, voir Garber.
Victor Garber est un acteur canadien né le 16 mars 1949 à London en Ontario.

## Biographie

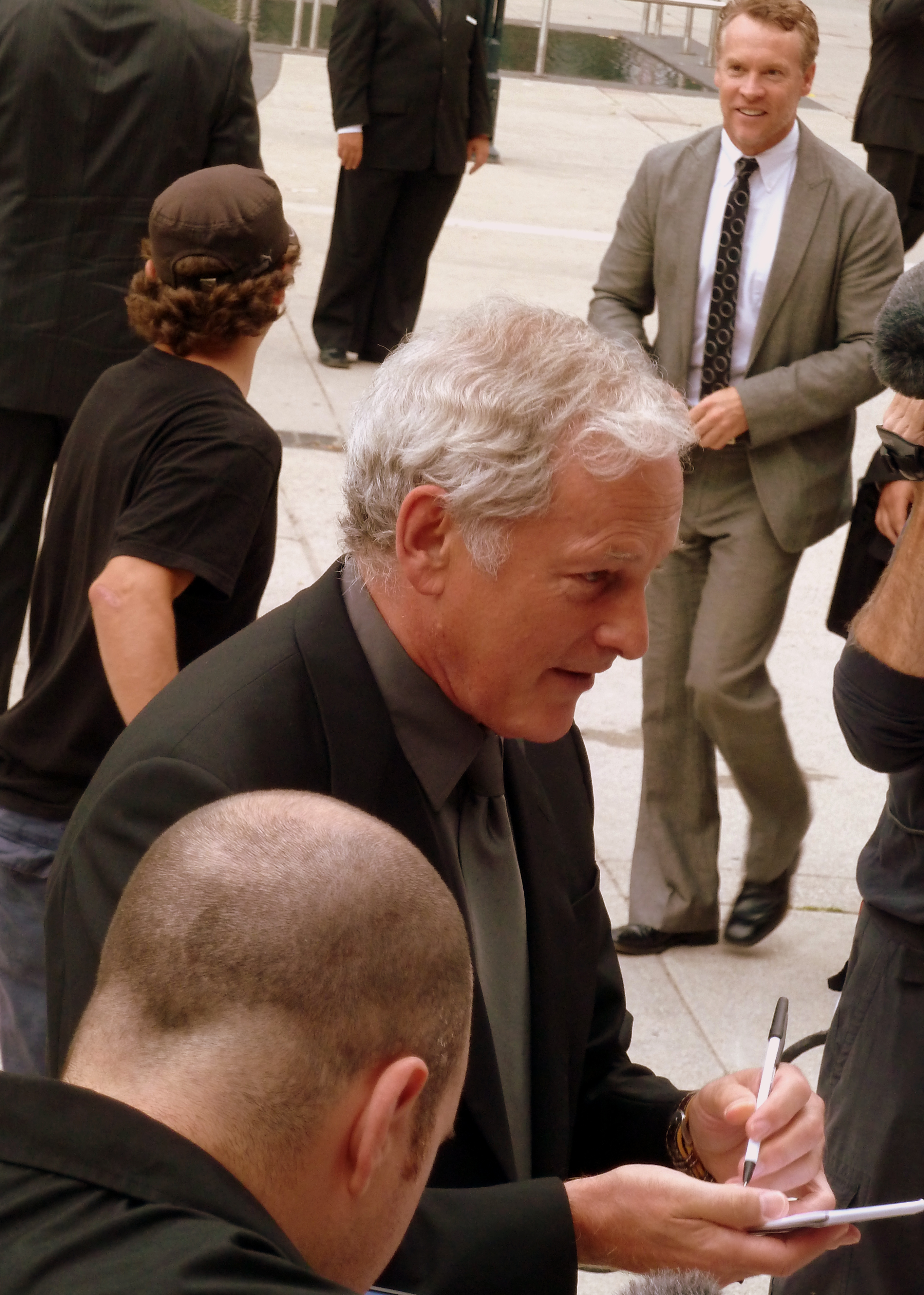
Victor Garber, pour la promotion du film au Festival du film de Toronto en 2012.

Les vingt premières années de la carrière d'acteur de Victor Jay Garber sont une succession de comédies musicales (Godspell, 1973), qui l'emmènent de son Canada natal à Broadway. À partir de 1991, il obtient un rôle récurrent dans la série E.N.G, avant d'apparaître dans New York, police judiciaire et dans Au-delà du réel : L'aventure continue. La série Alias (2001) lui apporte le succès grâce à son rôle de l'agent de la CIA Jack Bristow, également père de Sydney (Jennifer Garner) et il joue le rôle du Dr Martin Stein / Firestorm dans la série : Legends of Tomorrow.
Au cinéma, il apparaît notamment aux côtés de Michael J. Fox dans Graine de star (1993) et comme meilleur ami de Tom Hanks dans Nuits blanches à Seattle. James Cameron lui propose en 1997 d'incarner Thomas Andrews, architecte du Titanic dans le film aux onze Oscars.
Dans La Revanche d'une blonde (2001), il joue un professeur de Reese Witherspoon, il tourne sous la direction de Gus Van Sant dans Harvey Milk (2009) où il joue le rôle du maire George Moscone, il est l’ambassadeur du Canada, Ken Taylor dans Argo (2012) de Ben Affleck, il joue dans Sicario (2015) de Denis Villeneuve et il est le PDG de DuPont dans Dark Waters de Todd Haynes.
Côté vie privée, Victor Garber entretient une relation depuis 2000 avec le peintre et ex-mannequin canadien Rainer Andreesen. Ils vivent tous les deux à Manhattan dans Greenwich Village, Victor tournant à Los Angeles et jouant à Broadway, il vit donc à New York,. Ils se marient le 14 octobre 2015 après 16 ans de vie commune.

## Filmographie

### Cinéma
- 1973 : Godspell : Jésus
- 1974 : Monkeys in the Attic : Eric
- 1988 : The Legendary Life of Ernest Hemingway : Ernest Hemingway
- 1988 : Liberace: Behind the Music : Liberace
- 1991 : Walking the Dog : ?
- 1992 : I'll Never Get to Heaven : Eric Hoskins
- 1992 : Light Sleeper : Tis Brooke
- 1992 : Singles : Kid's Dad
- 1993 : Graine de star (Life with Mikey) : Brian Spiro
- 1993 : Nuits blanches à Seattle (Sleepless in Seattle) : Greg
- 1994 : Exotica : Harold Brown
- 1994 : Joyeux Noël (Mixed Nuts) : Irate Neighbor (voix)
- 1995 : Kleptomania : Morgan Allen
- 1995 : Jeffrey : Tim
- 1996 : Le Club des ex (The First Wives Club) : Bill Atchison
- 1996 : Simples Secrets (Marvin's Room)
- 1997 : The Absolution of Anthony : Père Carson
- 1997 : Titanic : Thomas Andrews
- 1998 : Sans complexes (How Stella Got Her Groove Back) : Isaac
- 1999 : External Affairs : Harry Raymond
- 2001 : La Revanche d'une blonde (Legally Blonde) : Professeur Callahan
- 2002 : Home Room : dét. Martin Van Zandt
- 2002 : Immortels (Tuck Everlasting) : Robert Foster
- 2009 : Harvey Milk : le maire George Moscone
- 2009 : Green Lantern : Le Complot : Sinestro (voix)
- 2010 : The Town : un otage dans la banque
- 2010 : Encore toi ! (You Again): Mark Olsen
- 2011 : Kung Fu Panda 2 : Maître Rhino Foudroyant (voix)
- 2011 : Take Me Home de Sam Jaeger : Arnold Colvin
- 2011 : Haute Tension (The Entitled) : Bob Vincent
- 2012 : Argo : Ken Taylor
- 2013 : L'Ordre des gardiens de Nisha Ganatra : Mason Fuller
- 2013 : Le chemin du passé de Richie Mehta : Sal
- 2014 : Big Game de Jalmari Helander : le vice-président des États-Unis
- 2014 : Le Chemin du passé (I'll Follow You Down) de Richie Mehta : Sal
- 2015 : Renaissances (Self/less) : Martin O'Neill
- 2015 : Sicario : Dave Jennings
- 2015 : Superhero Fight Club (court-métrage) : Martin Stein
- 2019 : Dark Waters de Todd Haynes : Phil Donnelly
- 2020 : Ma belle-famille, Noël et moi (Happiest Season) de Clea DuVall : Ted Caldwell
- 2021 : Beebo Saves Christmas : le narrateur (voix)
- 2024 : To The Moon de Greg Berlanti : Senator Hedges

### Télévision
- 1974 : Jack: A Flash Fantasy (téléfilm) : Jack of Hearts
- 1974 : Cyrano (téléfilm) : Christian de Neuvillette (voix)
- 1975 : Valley Forge (en) (téléfilm) : Marquis de Lafayette
- 1976 : Great Performances (téléfilm) : Arthur
- 1977 : The Best of Families (feuilleton TV) : Teddy Wheeler
- 1978 : Tartuffe (téléfilm) : Valere
- 1985 : La Marraine de Charley (Charley's Aunt) (téléfilm) : Jack Chesney
- 1985 : Private Sessions (téléfilm) : Jerry Sharma
- 1985 : I Had Three Wives : Jackson Beaudine
- 1986 : Roanoak (téléfilm) : John White
- 1987 - 1988 : The Days and Nights of Molly Dodd : Dennis Widmer
- 1991 : Grand Larceny (téléfilm)
- 1991 : The First Circle (téléfilm) : Lew Rubin
- 1993 : Dieppe (téléfilm) : Lord Louis Mountbatten
- 1993 : Queen (en) (feuilleton TV) : Digby
- 1993 : Meurtre que je n'ai pas commis (Woman on the Run: The Lawrencia Bembenek Story) (téléfilm) : Frank Marrocco
- 1996 : Au-delà du réel : L'aventure continue (saison 2, épisode 20) : Ben McCormick
- 1996 : Seule contre tous (Hostile Advances: The Kerry Ellison Story) (téléfilm) : Jack Gilcrest
- 1997 : Ce que vivent les roses (Let Me Call You Sweetheart) (téléfilm) : Geoff Dorso
- 1997 : La légende de Cendrillon (Cinderella) (téléfilm) : King Maximillian
- 1999 : Summer's End (téléfilm) : Narrateur (voix)
- 1999 : Invisible Child (téléfilm) : Tim Beeman
- 1999 : Annie (téléfilm) : Daddy Warbucks
- 2000 : Au-delà du réel : L'aventure continue (saison 6, épisode 12) : Dr Edward Normandy
- 2000 : Love and Murder (téléfilm) : Inspecteur Philip Millard
- 2000 : Deadly Appearances (téléfilm) : Inspecteur Philip Millard
- 2001 : The Wandering Soul Murders (téléfilm) : Inspecteur Philip Millard
- 2001 : Instincts criminels (A Colder Kind of Death) (téléfilm) : Insp. Philip Millard
- 2001 : Laughter on the 23rd Floor (téléfilm) : Kenny Franks
- 2001 : Judy Garland, la vie d'une étoile (Life with Judy Garland: Me and My Shadows) (téléfilm) : Sid Luft
- 2001 - 2006 : Alias : Jack Bristow
- 2001 : Appelez-moi le Père Noël ! (téléfilm) : Taylor
- 2002 : Torso: The Evelyn Dick Story (téléfilm) : J.J. Robinette
- 2003 : The Music Man (téléfilm) : Mayor Shinn
- 2004 : Will et Grace (Série) : Pierre, le groom
- 2006 : Justice : Ron Trott
- 2007 : Ugly Betty : professeur Barrett
- 2008 : Eli Stone : Jordan Wethersby II
- 2008 : Le Dernier Templier
- 2009 : Glee : père de Will
- 2009 : Le Visage du crime (Everything She Ever Wanted) (téléfilm) : Walter Allanson
- 2010 : Stargate Universe : ambassadeur de Langara
- 2010 : Piège de glace (Ice Quake) : de Paul Ziller (téléfilm) : le colonel d'une base en Alaska
- 2011 : Charlie's Angels : Charlie Townsend (voix)
- 2012 : Damages (3 épisodes)
- 2012 : The Big C
- 2013 : Double Jeu (Deception) (13 épisodes)
- 2013 : Blue Bloods : Donald Stein
- 2014 - 2017 : Power : Simon Stern
- 2014 - 2017 et 2023 : Flash : Dr Martin Stein / Firestorm (12 épisodes)
- 2016 - 2017 et 2021 : Legends of Tomorrow : Dr Martin Stein / Firestorm (rôle principal 42 épisodes)
- 2016 : Vixen : Dr Martin Stein / Firestorm (1 épisode)
- 2017 : Supergirl : Dr Martin Stein / Firestorm (1 épisode)
- 2017 : Arrow : Dr Martin Stein / Firestorm (1 épisode)
- 2019 : Les Chroniques de San Francisco (Tales of the City) (série télévisée) : Sam Garland
- 2020 : Power Book II: Ghost : Simon Stern
- 2021 : Family Law : Harry Svensson
- 2024 : American Horror Stories : David Woodrow Randolph (saison 3, épisode 6)

## Distinctions

### Récompenses
- 7e cérémonie des Satellite Awards 2003 : Meilleur acteur dans un second rôle dans une série dramatique pour Alias (2001-2006) dans le rôle de Jack Bristow.
- 29e cérémonie des Saturn Awards 2003 : Meilleur acteur dans un second rôle pour le rôle de Jack Bristow dans une série télévisée dramatique  pour Alias (2001-2006) dans le rôle de Jack Bristow..
- 2012 : Hollywood Film Awards de la meilleure distribution de l'année dans un drame biographique pour Argo (2012) partagée avec Ben Affleck, Bryan Cranston, John Goodman, Alan Arkin, Tate Donovan, Christopher Denham, Scoot McNairy, Kerry Bishé, Rory Cochrane, Clea DuVall, Kyle Chandler, Zeljko Ivanek, Titus Welliver, Bob Gunton, Philip Baker Hall, Richard Kind, Michael Parks, Christopher Stanley (en) et Taylor Schilling.
- Garber est nommé à l'Ordre du Canada en 2022, avec le rang d'officier[5].

### Nominations
- Primetime Emmy Awards 2001 : Meilleur acteur invité dans une série télévisée comique pour Frasier (1993-2004).
- Primetime Emmy Awards 2001 : Meilleur acteur dans un second rôle dans une mini-série ou un téléfilm pour Judy Garland, la vie d'une étoile (Life with Judy Garland: Me and My Shadows) (2001).
- Primetime Emmy Awards 2002 : Meilleur acteur dans un second rôle dans une série télévisée dramatique pour Alias (2001-2006) dans le rôle de Jack Bristow.
- Primetime Emmy Awards 2003 : Meilleur acteur dans un second rôle dans une série télévisée dramatique pour Alias (2001-2006) dans le rôle de Jack Bristow.
- Primetime Emmy Awards 2004 : Meilleur acteur dans un second rôle dans une série télévisée dramatique pour Alias (2001-2006) dans le rôle de Jack Bristow.
- 2012 : Awards Circuit Community Awards de la meilleure distribution dans un drame biographique pour Argo (2012) partagée avec Ben Affleck, Bryan Cranston, Alan Arkin, John Goodman, Clea DuVall, Tate Donovan, Scoot McNairy, Rory Cochrane, Christopher Denham, Kerry Bishé, Kyle Chandler et Chris Messina.
- 13e cérémonie des Phoenix Film Critics Society Awards 2012 : Meilleure distribution dans un drame biographique pour Argo (2012) partagée avec Chris Messina, Scoot McNairy, Bryan Cranston, Rory Cochrane, Kerry Bishé, Alan Arkin, Tate Donovan, Kyle Chandler, Christopher Denham, Clea DuVall, John Goodman et Ben Affleck.
- 17e cérémonie des San Diego Film Critics Society Awards 2012 : Meilleure distribution dans un drame biographique pour Argo (2012) partagée avec Chris Messina, Scoot McNairy, Bryan Cranston, Rory Cochrane, Kerry Bishé, Alan Arkin, Tate Donovan, Kyle Chandler, Christopher Denham, Clea DuVall, John Goodman et Ben Affleck.
- 11e cérémonie des Central Ohio Film Critics Association Awards 2013 : Meilleure distribution dans un drame biographique pour Argo (2012) partagée avec Chris Messina, Scoot McNairy, Bryan Cranston, Rory Cochrane, Kerry Bishé, Alan Arkin, Tate Donovan, Kyle Chandler, Christopher Denham, Clea DuVall, John Goodman et Ben Affleck.
- 2013 : Gold Derby Awards de la meilleure distribution dans un drame biographique pour Argo (2012)  partagée avec Ben Affleck, Bryan Cranston, Alan Arkin, John Goodman, Clea DuVall, Tate Donovan, Scoot McNairy, Rory Cochrane, Christopher Denham, Kerry Bishé, Kyle Chandler et Chris Messina.

## Voix francophones
En France, Gabriel Le Doze et Marcel Guido sont les voix régulières de Victor Garber, l'ayant doublé tous deux à seize reprises. Jean-Luc Kayser et Guy Chapellier lui ont aussi prêté leurs voix à trois reprises chacun.
En France
| - Gabriel Le Doze, dans : - Titanic - Judy Garland, la vie d'une étoile (téléfilm) - Le Prix du silence (téléfilm) - Louie (série télévisée) - Argo - Double Jeu (série télévisée) - Big Game - The Slap (série télévisée) - Flash (série télévisée) - Legends of Tomorrow (série télévisée) - Supergirl (série télévisée) - Arrow (série télévisée) - Modern Family (série télévisée) - The Orville (série télévisée) - Les Chroniques de San Francisco (série télévisée) - To the Moon - Marcel Guido dans : - Alias (série télévisée) - Will et Grace (série télévisée) - Ugly Betty (série télévisée) - Eli Stone (série télévisée) - Glee (série télévisée) - Le Visage du crime (téléfilm) - Le Dernier Templier (téléfilm) - Une famille sous l'avalanche (téléfilm) - Los Angeles, police judiciaire (série télévisée) - Flashpoint (série télévisée) - Web Therapy (série télévisée) - The Big C (série télévisée) - Damages (série télévisée) - The Good Wife (série télévisée) - Blue Bloods (série télévisée) - Motive (série télévisée) | - Jean-Luc Kayser dans : - Justice (série télévisée) - Harvey Milk - Nurse Jackie (série télévisée) - Guy Chapellier dans : - Renaissances - Rebel in the Rye - Ma belle-famille, Noël et moi - Michel Papineschi dans : - Light Sleeper - Graine de star Et aussi - Emmanuel Jacomy dans Nuits blanches à Seattle - Patrick Guillemin dans Le Club des ex - Olivier Destrez dans Seule contre tous (téléfilm) - Georges Caudron dans Mary Higgins Clark : Ce que vivent les roses (téléfilm) - Jean-Claude Montalban dans L'Enfant imaginaire (téléfilm) - Bernard Alane dans Annie (téléfilm) - Patrick Floersheim dans La Revanche d'une blonde - Christophe Lemée dans Appelez-moi le Père Noël ! (téléfilm) - Guillaume Orsat dans ReGenesis (série télévisée) - Régis Lang dans 30 Rock, (série télévisée) - Vincent Ropion dans Green Lantern : Le Complot (voix) - Philippe Peythieu dans Kung Fu Panda 2 (voix) - Gérard Rouzier dans Haute Tension - François Dunoyer dans Charlie's Angels, (série télévisée) - Patrick Noérie dans L'Ordre des gardiens (téléfilm) - Nicolas Marié dans Sicario - Patrick Raynal dans Wish : Asha et la Bonne Étoile (voix) |